# Виша Кирти
Виша Кирти (кит. 闐語: Ючицзе, Viśa' Kīrti, ?), царь Хотана в X в.
Ючицзе стал королём после Ючияо. С 798 по 801 год Хотан был оккупирован Тибетом. Как и династия Тан, Хотан принял правление опекунского характера. Хотанский документ (MT.b.ii.0065), обнаруженный в Хотане, представляет собой панегирик королю Ючицзе, в котором говорится: «С тех пор, как лучшие люди Тибета охраняли Королевство Хотан, их правление идёт уже шестой год». В другом документе (MT.c.0018) говорилось: «18 декабря четвёртого года правления царя Хотана Ючицзе. В течение этого года воевода, Аможи и охрана (? ) Вейчи Лахэ (Виша Рака)…» Тибет последовательно переселил в Хотан более десятка тысяч племён, принадлежавших к разным крылам Тибета, и превратил Хотан в военный город (Хром), во главе которого стоял генерал военный городок (дмаг-пон). После этого родословная царя Хотана была неизвестна, и Виша Самбхава взошёл на престол в 912 году.
| Правитель Хотана       |                      |                         |
| Предшественник: Ючи Яо | Виша Кирти X век—912 | Преемник: Виша Самбхава |